# Consell General de l'Alt Marne
El Consell General de l'Alt Marne és l'assemblea deliberant executiva del departament francès de l'Alt Marne a la regió del Gran Est. La seva seu es troba a Chaumont. Des de 1998, el president és Bruno Sido (UMP)

## Antics presidents del Consell
- Bruno Sido (1998 -)

## Composició
El març de 2011 el Consell General de l'Alt Marne era constituït per 32 elegits pels 32 cantons de l'Alt Marne.
| Partit                        | Sigles | Electes |
| ----------------------------- | ------ | ------- |
| Oposició (7 escons)           |        |         |
| Partit Socialista             | PS     | 4       |
| Partit Comunista Francès      | PCF    | 2       |
| Divers gauche                 | DVG    | 1       |
| Majoria (21 escons)           |        |         |
| Unió pel Moviment Popular     | UMP    | 13      |
| Divers droite                 | DVD    | 8       |
| Independents (4 escons)       |        |         |
| Divers gauche                 | DVG    | 2       |
| Divers droite                 | DVD    | 1       |
| Moviment Demòcrata            | MoDem  | 1       |
| President del Consell General |        |         |
| Bruno Sido (UMP)              |        |         |